# سوزان وليامز
سوزان وليامز (بالإنجليزية: Susan Williams)‏ هي تريثلت أمريكية، ولدت في 17 يونيو 1969 في لونغ بيتش في الولايات المتحدة.

## وصلات خارجية
- سوزان وليامز على موقع اتحاد الترياتلون الدولي (الإنجليزية)
- سوزان وليامز على موقع IAT Triathlon Database (الإنجليزية)
- سوزان وليامز على موقع أوليمبيديا (الإنجليزية)